# Susja
Susja (hebrejsky סוּסְיָא - podle stejnojmenné starověké lokality, jejíž jméno se uchovalo v arabském místním názvu as-Sawsija, v oficiálním přepisu do angličtiny Suseya, přepisováno též Susya) je izraelská osada na Západním břehu Jordánu v distriktu Judea a Samaří a v Oblastní radě Har Chevron.

## Geografie
Nachází se v nadmořské výšce 800 metrů v jihovýchodní části Judska a Judských hor respektive na pomezí jižní části Judských hor, která je nazývána Hebronské hory (Har Chevron), Judské pouště a Negevské pouště. Susja leží cca 15 kilometrů jižně od centra Hebronu, cca 45 kilometrů jihozápadně od historického jádra Jeruzalému a cca 82 kilometrů jihovýchodně od centra Tel Avivu. Susja je na dopravní síť Západního břehu Jordánu napojena pomocí lokální silnice číslo 317, která propojuje jednotlivé židovské osady v nejjižnější části Západního břehu.
Susja leží necelé 4 kilometry za Zelenou linií oddělující Západní břeh Jordánu od Izraele v jeho mezinárodně uznávaných hranicích. Východním směrem se rozkládá prakticky neosídlená pouštní krajina s několika menšími izraelskými sídly (Bejt Jatir, Ma'on nebo Karmel), na severu a západě lidnatá palestinská sídla (aglomerace měst as-Samu nebo Džatta) a rozptýlené osady polokočovných Beduínů.

## Dějiny

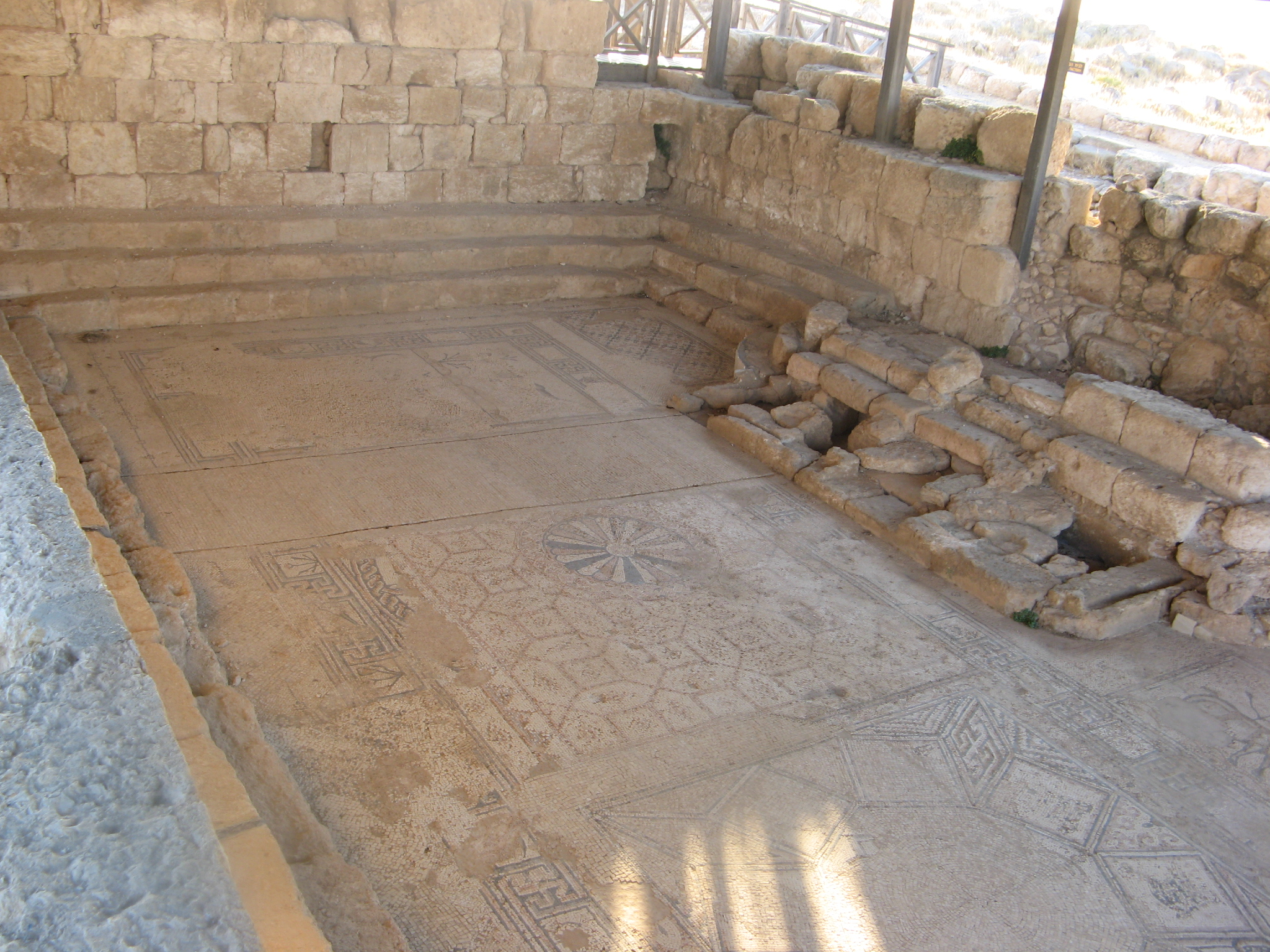
Interiér starověké synagogy poblíž osady Susja

Susja navazuje jménem i polohou na pozdně starověkou a raně středověkou židovskou lokalitu, ve které byly archeology nalezeny pozůstatky synagogy (cca 2 kilometry severovýchodně od nynější osady). Současná vesnice leží na Západním břehu Jordánu, jehož osidlování bylo zahájeno Izraelem po jeho dobytí izraelskou armádou, tedy po roce 1967. Vesnice byla zřízena roku 1983. Už 8. srpna 1980 izraelská vláda souhlasila se záměrem zřízení nové osady (pracovně nazývané Ma'on Bet) v této oblasti. O usazení v zdejším regionu začala tehdy usilovat skupina aktivistů, která se zformovala v Kirjat Arba. 12. července 1982 se tito budoucí osadníci provizorně usadili nedaleko odtud, podobně jako skupina, která založila nynější vesnici Bejt Jatir. 5. září 1982 pak vláda souhlasila s konkrétním plánem výstavby osady nazývané nyní už Susja. Kapacita nové vesnice měla výhledově dosáhnout 250 rodin. 5. prosince 1982 vláda ohlásila, že do 1. dubna 1983 bude místo připraveno pro trvalé usídlení. V první fázi tu mělo vyrůst 25 bytových jednotek a navíc ještě několik prefabrikovaných objektů, ve kterých se plánovalo umístění veřejných budov jako školy, jež by sloužily pro celý okolní region. K faktickému vzniku osady pak došlo skutečně během roku 1983. Osadníci se sem nastěhovali 21. srpna 1983, přičemž část obyvatel zůstala na původním provizorním místě, které nechtěli ponechat bez trvalého osídlení - později se z této staré lokality utvořila skupina osadníků, která založila vesnici Ma'on.
Územní plán obce umožňuje výhledovou výstavbu 154 bytových jednotek, z nichž cca 100 už bylo zatím postaveno. V roce 1989 se první zdejší obyvatelé nastěhovali do trvalých zděných domů. V roce 1998 byla v Susja založena ješiva, která se zaměřuje na kombinaci náboženského a ekologického vzdělávání. Funguje zde i základní škola, která slouží obyvatelům okolních izraelských osad a má cca 500 žáků. Budova školy byla dokončena roku 1992. V obci je také veřejná knihovna, obchod se smíšeným zbožím a sportovní areál. V roce 2001 byla slavnostně otevřena budova nové synagogy. Vesnice je obsluhována autobusovou linkou číslo 51 společnosti Egged, která vede do Kirjat Arba a Beerševy.
V říjnu 1997 byla jihovýchodně od vlastní osady založena izolovaná skupina zástavby zvaná Micpe Ja'ir, která se postupně přetváří v samostatnou obec, byť oficiálně neuznávanou izraelskou vládou. V červenci 2001 pak vznikla nedaleko obce, při cestě vedoucí k starověké synagoze, izolovaná skupina domů Susja-sever (Susya Tzafon). Vládní zpráva z doby okolo roku 2006 v ní uvádí čtyři trvale pobývající rodiny, přičemž zástavbu zde tvořilo osm mobilních karavanů. Organizace Peace Now uvádí k roku 2007 v lokalitě Susja-sever 20 trvale žijících obyvatel.
Počátkem 21. století nebyla Susja kvůli své poloze hlouběji ve vnitrozemí Západního břehu Jordánu stejně jako většina sídel v Oblastní radě Har Chevron zahrnuta do Izraelské bezpečnostní bariéry. Dle stavu z roku 2008 již byl přilehlý úsek bariéry částečně zbudován. Probíhá jižně od Susja, víceméně podél Zelené linie. Budoucí existence vesnice závisí na parametrech případné mírové dohody mezi Izraelem a Palestinci.
2. července 2001 během Druhé intifády bylo po krátkém pohřešování nalezeno tělo obyvatele z vesnice Susja, který byl zastřelen do hlavy palestinskými útočníky.

## Demografie
Obyvatelstvo obce Susja je v databázi rady Ješa popisováno jako nábožensky založené. Podle údajů z roku 2014 tvořili naprostou většinu obyvatel Židé (včetně statistické kategorie "ostatní", která zahrnuje nearabské obyvatele židovského původu ale bez formální příslušnosti k židovskému náboženství).
Jde o menší obec vesnického typu (byť s jistými střediskovými funkcemi jako oblastní školství, které se ale na počtu obyvatel neprojevují), s dlouhodobě rostoucí populací. K 31. prosinci 2014 zde žilo 1014 lidí. Během roku 2014 populace stoupla o 3,7 %.
| Rok            | 1991 | 1992 | 1993 | 1994 | 1995 | 1996 | 1997 | 1998 | 1999 | 2000 |
| -------------- | ---- | ---- | ---- | ---- | ---- | ---- | ---- | ---- | ---- | ---- |
| Počet obyvatel | 203  | 234  | 260  | 269  | 282  | 359  | 383  | 415  | 468  | 482  |

| Rok            | 2001 | 2002 | 2003 | 2004 | 2005 | 2006 | 2007 | 2008 | 2009 | 2010 | 2011 | 2012 | 2013 | 2014 |
| -------------- | ---- | ---- | ---- | ---- | ---- | ---- | ---- | ---- | ---- | ---- | ---- | ---- | ---- | ---- |
| Počet obyvatel | 525  | 585  | 643  | 663  | 700  | 737  | 754  | 792  | 841  | 922  | 963  | 950  | 978  | 1014 |